# Municipio de Smithville (Carolina del Norte)
El Smithville (en inglés: Smithville Township) es un municipio ubicado en el  condado de Brunswick en el estado estadounidense de Carolina del Norte. En el año 2010 tenía una población de 14.467 habitantes.

## Geografía
El municipio de Smithville se encuentra ubicado en las coordenadas 33°55′38.63″N 78°3′13.97″O / 33.9273972, -78.0538806.